# فينلاي كريستي
فينلاي كريستي (بالإنجليزية: Finlay Christie)‏ هو لاعب اتحاد الرغبي نيوزيلندي، ولد في 19 سبتمبر 1994 في اسكتلندا في المملكة المتحدة.

## وصلات خارجية
- فينلاي كريستي عل موقع إسبنسكروم (الإنجليزية)
- فينلاي كريستي على موقع ItsRugby.co.uk (الإنجليزية)